# Handboll vid olympiska sommarspelen 2016
Handboll vid olympiska sommarspelen 2016 spelades mellan 6 och 21 augusti 2016 i Rio de Janeiro i Brasilien. Både herr- och damturneringarna innehöll 12 lag vardera.

## Kvalificering
Varje nationell olympisk kommitté fick ställa upp med ett lag under förutsättning att laget kvalificerade sig. Brasiliens herrlandslag och damlandslag var automatiskt kvalificerade i egenskap av värdnation.

### Herrar
| Turneringar                    | Datum                        | Spelplats | Platser | Kvalificerade                                               |
| ------------------------------ | ---------------------------- | --------- | ------- | ----------------------------------------------------------- |
| Värdland                       | —                            | —         | 1       | Brasilien                                                   |
| Världsmästerskapet 2015        | 15 januari – 1 februari 2015 | Qatar     | 1       | Frankrike                                                   |
| Pan-amerikanska spelen 2015    | 16 – 25 juli 2015            | Kanada    | 1       | Argentina                                                   |
| Asiatisk kvalturnering 2015    | 14 – 23 november 2015        | Qatar     | 1       | Qatar                                                       |
| Afrikanska mästerskapet 2016   | januari 2016                 | Egypten   | 1       | Egypten                                                     |
| Europamästerskapet 2016        | 17 – 31 januari 2016         | Polen     | 1       | Tyskland                                                    |
| Olympiska kvalturneringar 2016 | 7 – 10 april 2016            | Flera     | 6       | Polen · Tunisien · Sverige · Slovenien · Kroatien · Danmark |
| Totalt                         |                              |           | 12      |                                                             |

### Damer
| Turneringar                    | Datum                | Spelplats | Platser | Kvalificerade                                                          |
| ------------------------------ | -------------------- | --------- | ------- | ---------------------------------------------------------------------- |
| Värdland                       | —                    | —         | 1       | Brasilien                                                              |
| Europamästerskapet 2014        | 7 – 21 december 2014 | Flera     | 1       | Spanien[1]                                                             |
| Afrikansk kvalturnering 2015   | 19 – 21 mars 2015    | Angola    | 1       | Angola                                                                 |
| Pan-amerikanska spelen 2015    | 15 – 24 juli 2015    | Kanada    | 1       | Argentina                                                              |
| Asiatisk kvalturnering 2015    | 20 – 25 oktober 2015 | Japan     | 1       | Sydkorea                                                               |
| Världsmästerskapet 2015        | 5 – 20 december 2015 | Danmark   | 1       | Norge                                                                  |
| Olympiska kvalturneringar 2016 | 17 – 20 mars 2016    | Flera     | 6       | Nederländerna · Frankrike · Rumänien · Montenegro · Ryssland · Sverige |
| Totalt                         |                      |           | 12      |                                                                        |

^ 1. Eftersom Norge kvalificerade sig som Världsmästare 2015, gick OS-platsen från Europamästerskapet 2014 till tvåan Spanien.

## Medaljsammanfattning
| Handboll                        | Guld | Silver | Brons |
| Damernas turnering Detaljer...  | Ryssland | Frankrike | Norge |
| Damernas turnering Detaljer...  | Anna Sedojkina Polina Kuznetsova Darja Dmitrijeva Anna Sen Olga Akopjan Anna Vjachireva Marina Sudakova Vladlena Bobrovnikova Viktorija Zjilinskajte Jekaterina Marennikova Irina Bliznova Jekaterina Ilina Maja Petrova Tatjana Jerochina Victorija Kalinina | Laura Glauser Camille Ayglon Allison Pineau Laurisa Landre Grace Zaadi Marie Prouvensier Amandine Leynaud Manon Houette Siraba Dembélé Chloé Bulleux Tamara Horacek Béatrice Edwige Estelle Nze Minko Gnonsiane Niombla Alexandra Lacrabère | Kari Aalvik Grimsbø Mari Molid Emilie Hegh Arntzen Veronica Kristiansen Ida Alstad Heidi Løke Nora Mørk Stine Bredal Oftedal Marit Malm Frafjord Katrine Lunde Linn-Kristin Riegelhuth Koren Amanda Kurtović Camilla Herrem Sanna Solberg-Isaksen |
| Herrarnas turnering Detaljer... | Danmark | Frankrike | Tyskland |
| Herrarnas turnering Detaljer... | Niklas Landin Jacobsen Mads Christiansen Mads Mensah Larsen Casper Ulrich Mortensen Jesper Nøddesbo Jannick Green Lasse Svan Hansen Rene Toft Hansen Henrik Møllgaard Kasper Søndergaard Henrik Toft Hansen Mikkel Hansen Morten Olsen Michael Damgaard       | Olivier Nyokas Daniel Narcisse Vincent Gérard Nikola Karabatic Kentin Mahé Mathieu Grébille Thierry Omeyer Timothey N'Guessan Luc Abalo Cedric Sorhaindo Michael Guigou Luka Karabatic Ludovic Fabregas Adrien Dipanda Valentin Porte       | Uwe Gensheimer Finn Lemke Patrick Wiencek Tobias Reichmann Fabian Wiede Silvio Heinevetter Hendrik Pekeler Steffen Weinhold Martin Strobel Steffen Fäth Kai Häfner Andreas Wolff Julius Kühn Christian Dissinger Paul Drux                        |

Denna tabell: visa • redigera

## Medaljtabell
| Pl.    | Nation    | Guld | Silver | Brons | Totalt |
| ------ | --------- | ---- | ------ | ----- | ------ |
| 1      | Danmark   | 1    | 0      | 0     | 1      |
| 1      | Ryssland  | 1    | 0      | 0     | 1      |
| 3      | Frankrike | 0    | 2      | 0     | 2      |
| 4      | Norge     | 0    | 0      | 1     | 1      |
| 4      | Tyskland  | 0    | 0      | 1     | 1      |
| Totalt | Totalt    | 2    | 2      | 2     | 6      |

### Fotnoter
1. ↑  ”Handball” (på engelska). Australiens olympiska kommitté. februari 2014. Arkiverad från originalet den 3 mars 2016. https://web.archive.org/web/20160303184345/http://corporate.olympics.com.au/files/dmfile/Rio2016QualificationSystem-Handball.pdf. Läst 30 juni 2015.
2. 1 2 3  ”INTERNATIONAL HANDBALL FEDERATION - QUALIFICATION SYSTEM – GAMES OF THE XXXI OLYMPIAD – RIO 2016”. IHF. Arkiverad från originalet den 3 mars 2016. https://web.archive.org/web/20160303184345/http://corporate.olympics.com.au/files/dmfile/Rio2016QualificationSystem-Handball.pdf. Läst 12 oktober 2015. (engelska)
3. ↑  ”Sveriges damer OS-klara”. Svenska Handbollförbundet. Arkiverad från originalet den 30 mars 2016. https://web.archive.org/web/20160330193203/http://www.svenskhandboll.se/Landslag/Landslagsnyheter/SverigesdamerOS-klara/. Läst 19 mars 2016.
4. ↑  Handball Women (engelska)
5. ↑  Handball Men (engelska)